# Heptan
Heptan är ett kolväte, en alkan, med summaformel C7H16. Enligt IUPAC-nomenklatur betecknar heptan ett kolväte med ogrenad kolkedja, det vill säga 7 kolatomer på raken. Med äldre nomenklatur kallas just detta kolväte för n-heptan, som skall utläsas "normalheptan".

## Egenskaper
Heptans smältpunkt är -90,61 °C, och dess kokpunkt är 98,42 °C. Det är således en vätska vid rumstemperatur.

## Användning
Heptan är det kolväte vars förbränningsegenskaper utgör referenspunkten med oktantalet 0 vid testning av bränslen till förbränningsmotorer.

## Isomerer
Heptan kan förekomma i 9 isomer former med samma summaformel, varav det ogrenade kolvätet med IUPAC-namnet heptan är en. De övriga är:
|  | 2-Metylhexan (isoheptan)                           |
|  | 3-Metylhexan                                       |
|  | 2,2-Dimetylpentan (neoheptan)                      |
|  | 2,3-Dimetylpentan                                  |
|  | 2,4-Dimetylpentan                                  |
|  | 3,3-Dimetylpentan                                  |
|  | 3-Etylpentan                                       |
|  | 2,2,3-Trimetylbutan (pentametyletan eller triptan) |